# Pašino Selo
Katundi i Ri en albanais et Pašino Selo en serbe latin (en serbe cyrillique : Пашино Село) est une localité du Kosovo située dans la commune/municipalité de Pejë/Peć et dans le district de Pejë/Peć. Selon le recensement kosovar de 2011, elle compte 628 habitants.

## Démographie

### Évolution historique de la population dans la localité
| 1948 | 1953 | 1961 | 1971 | 1981  | 1991  | 2011 |
| ---- | ---- | ---- | ---- | ----- | ----- | ---- |
| 385  | 430  | 598  | 820  | 1 037 | 1 089 | 628  |

|  |

### Répartition de la population par nationalités (2011)
En 2011, les Albanais représentaient 86,94 % de la population, les Égyptiens 6,41 % et les Roms 5,57 %.